# Benkenspitz

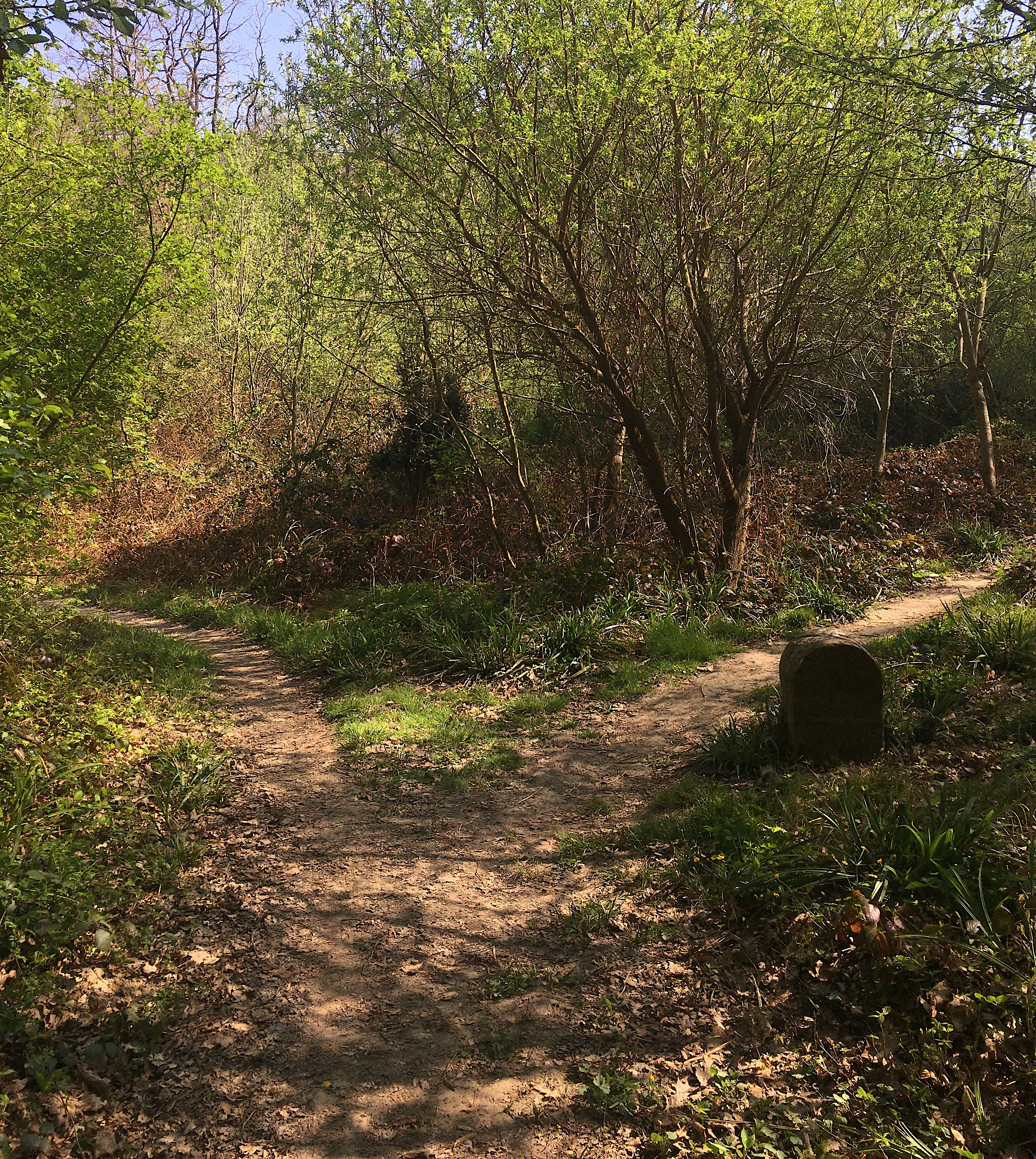
Der eigentliche Spitzpunkt, Zugang von Norden

Der Benkenspitz, in Biel-Benken Spitz genannt, ist ein rund 12 Hektar grosser Gebietszipfel im Kanton Basel-Landschaft in der Nordwestschweiz. Auf einer Länge bis zu 780 Metern und einer Breite bis zu 210 Metern ragt dieses spitzförmige Gebiet nach Frankreich; am südlichen Ende befindet sich mit minimal 62 Metern Distanz die geodätisch engste Stelle der Schweiz.

## Lage und Geographie

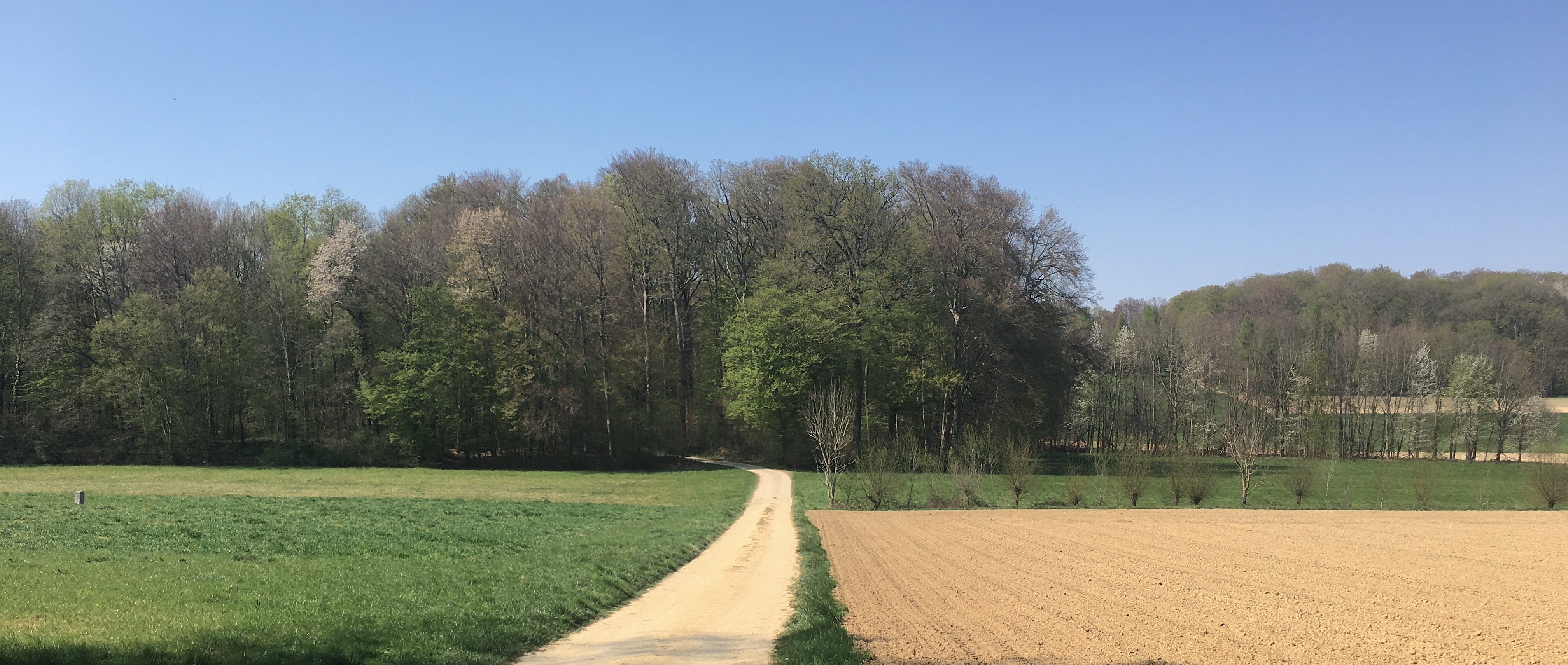
Südlicher Zugang über den Schweizer Korridor

Der Benkenspitz befindet sich im äussersten Nordwesten der Gemeinde Biel-Benken und wird zu 93,64 % (1620 Meter) von französischem Territorium umschlossen; nur 6,36 % (110 m) entlang eines Nebenarms des Neuwilbächlis verbinden das Waldstück mit Schweizer Staatsgebiet.
Unmittelbar südlich beträgt der minimale Abstand von der Grenzlinie zwischen den Grenzsteinen Nr. 125 und 126 im Südwesten bis zum Grenzstein Nr. 109 im Nordosten nur 62 Meter; auch der Abstand zwischen den Grenzsteinen Nr. 126 und 109 ist mit 69 Meter die offiziell kürzeste Distanz zwischen zwei Schweizer Grenzsteinen, die jeweils unterschiedlicher Grenzlinien zugehörig sind. Die nächstgrösseren engsten Stellen unter 100 Meter befinden sich beim früheren Stadtgraben der Halbinsel Rheinau ZH (82 Meter) und beim Grenzübergang Boncourt (Queue du Loup, 88 Meter). Leicht darüber liegen die Korridore der zu Ramsen SH gehörenden Siedlung Hofenacker und der Eisernen Hand bei Riehen BS.
Die früheste Bezeichnung Jm Spitz ist aus dem Jahr 1678 belegt; dies bezog sich zunächst nur auf das nördlichste Grundstück des Gebiets. Für das Teilstück weiter südlich ist aus demselben Jahr der Flurname Jm Blüttenen überliefert, was auf ein kahles resp. gerodetes Waldstück hinweist; eine Karte von 1620 bildet dies genauso ab. Die Bezeichnung „Benkenspitz“ ist erstmals 1816 amtlich erwähnt und galt vermutlich schon länger für das gesamte Gebiet. Für den engen Holzmatt-Waldkeil am südlichen Ende ist bereits 1434 die Bezeichnung holtz matten verbürgt. Daraus entstanden später die angrenzenden Flurnamen Hintere Holzmatten für den südlichen Teil des Benkenspitzes und Zwischen den Holzmatten für das verbindende Gebiet zum übrigen Gemeindebann.

## Geschichte

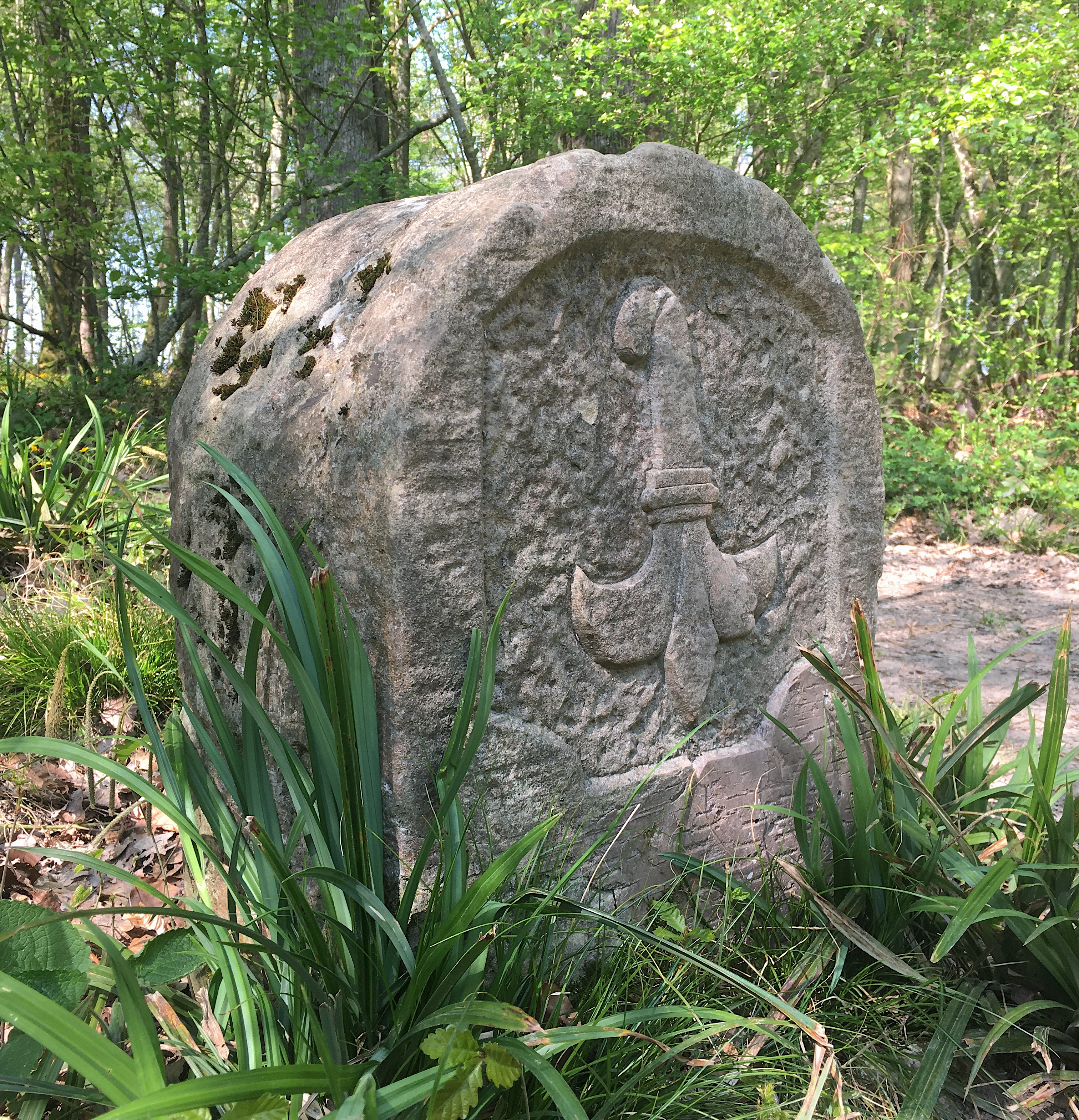
Grenzstein Nr. 118 mit Baselstab auf Schweizer Seite, der nördlichste Punkt des Benkenspitzes

Der Ursprung des merkwürdigen Grenzverlaufs ist nicht belegt.
Im Zuge der Reformation wurden Biel und Benken 1526 an die Stadt Basel verkauft. Hans Bock der Ältere stellte den Benkenspitz in einer 1620 im Auftrag der Basler Regierung gezeichneten Karte mit Wildschweinjägern dar. 1746 wurde die Grenzziehung offiziell aufgenommen und mit Baselstab-Grenzsteinen vermarkt; diese wurde 1816 nach dem Wiener Kongress bestätigt und behielt auch während resp. nach der deutschen Herrschaft im Elsass bis heute Gültigkeit.